# Christoph Ernst Steinbach
Christoph Ernst Steinbach (ur. 24 marca 1698 w Zębowicach zm. 27 maja 1741 we Wrocławiu) – niemiecki lekarz, językoznawca, literaturoznawca, leksykograf.

## Życiorys
Uczęszczał do szkół w Jaworze i we Wrocławiu. W roku 1720 podjął studia medycyny w Jenie. W 1723 uzyskał stopień doktora w Rostocku. W roku 1724 osiedlił się we Wrocławiu, gdzie założył praktykę lekarską. Należał do Niemieckiego Towarzystwa (Deutsche Gesellschaft) w Lipsku. Był skłócony z Gottschedem, który opuścił Towarzystwo, kiedy nie zgodziło się na wykluczenie Steinbacha ze swojego grona.
Jako lekarz zajmował się rannymi  w bitwie prusko-austriackiej (wojny śląskie). Wkrótce potem po powrocie do Wrocławia zmarł na tyfus plamisty w wieku zaledwie 43 lat.

## Działalność naukowa
Zajmował się językoznawstwem i literaturoznawstwem. Jego praca Kurtze und gründliche Anweisung zur deutschen Sprache zawiera rozdziały: Fonetyka, Słowotwórstwo, Fleksja, Składnia. Pisał na temat szyku wyrazów w niemieckim zdaniu i odmiany mocnej czasowników. Opublikował (pod pseudonimem) monografię, której bohaterem jest poeta śląski Johann Christian Günther (1605-1723). 

### Steinbach jako leksykograf
Jest autorem 2-tomowego słownika niemiecko-łacińskiego (1734,1. wyd. 1725).  Nowością leksykograficzną było stosowanie przez autora cytatów z pisarzy i poetów niemieckich, głównie z terenu Śląska. Należy więc Steinbach do prekursorów leksykografii powołującej się na autentyczne przykłady źródłowe.  Hasła przejął też z wcześniejszych słowników (Henisch, Stieler). Uwzględnił regionalizmy, słownictwo potoczne, pospolite, przestarzałe, zaopatrując je w odpowiednie kwalifikatory w postaci gwiazdek i krzyżyków. Podobnie jak inni słownikarze z tamtego okresu nawiązał do teorii wyrazów rdzennych Justusa Georga Schotteliusa (Stammworttheorie), grupując hasła wokół wyrazów rdzennych.  Objaśnienia w mikrostrukturze utrzymane były w języku łacińskim.  
Ze słownika korzystał m.in. Gotthold Ephraim Lessing.

### Dzieła
- Kurtze und gründliche Anweisung zur deutschen Sprache vel Succincta & perfecta Grammatica linguae Germanicae (1724)
- Vollständiges Deutsches Wörterbuch vel Lexicon germanico-latinum (1734)
- Johann Christian Günthers, des berühmten Schlesischen Dichters, Leben und Schriften (napisane po pseudonimem: Carl Ehrenfried Siebrand) (1738)